# یاکوپو پری
یاکوپو پِری (زازرینو) (به ایتالیایی: Jacopo Peri (Zazzerino)) آهنگساز و آوازخوان ایتالیایی دورهٔ گذار بین رنسانس و باروک بود.
پری آفرینندهٔ دافنه (۱۵۹۷) اولین اپرای تاریخ موسیقی و ائورودیکه (۱۶۰۰)، قدیمی‌ترین اپرای برجامانده در تاریخ موسیقی است؛ ازین‌رو او را مبدع اپرا می‌دانند.